# Haibara (district)
Haibara (榛原郡, Haibara-gun) is een district van de prefectuur Shizuoka in Japan.
Op 1 april 2008 had het district een geschatte bevolking van 37.964 inwoners en een bevolkingsdichtheid van 73,35 inwoners per km². De totale oppervlakte bedraagt 517,54 km².

## Gemeenten
- Kawanehon
- Yoshida

## Fusies
- 1 april 2004: de gemeenten Omaezaki en Hamaoka (van het District Ogasa) fuseerden tot de nieuwe stad Omaezaki.
- 5 mei 2005: de gemeente Kanaya werd aangehecht bij de stad Shimada
- 20 september 2005: de gemeenten Honkawane en Nakakawane fuseerden tot de nieuwe gemeente Kawanehon.
- 11 oktober 2005: de gemeenten Haibara en Sagara werden samengevoegd tot de nieuwe stad Makinohara.
- 1 april 2008 : de gemeente Kawane  werd aangehecht bij de stad Shimada.

Steden:
Atami · Fuji · Fujieda · Fujinomiya · Fukuroi · Gotenba · Hamamatsu · Itō · Iwata · Izu · Izunokuni · Kakegawa · Kikugawa · Kosai · Makinohara · Mishima · Numazu · Omaezaki · Shimada · Shimoda · Shizuoka (hoofdstad)· Susono · Yaizu

Districten:
Haibara · Kamo · Shuchi · Sunto · Tagata
Gemeenten per district